# Alejandro Sabella
Alejandro Javier 'Alex' Sabella (n. 5 noiembrie 1954, Buenos Aires, Argentina – d. 8 decembrie 2020, Buenos Aires, Argentina) a fost un jucător și antrenor de fotbal argentinian, care a activat ca selecționer al echipei naționale de fotbal a Argentinei în perioada 2011–2014.

## Palmares

### Jucător
River Plate
- Primera División: 1975 Metropolitano, 1975 Nacional, 1977 Metropolitano

Estudiantes
- Primera División: 1982 Metropolitano, 1983 Nacional

### Antrenor
Estudiantes
- Copa Libertadores: 2009
- Argentine Primera División: 2010 Apertura

## Statistici antrenorat
| Echipa    | Început      | Sfârșit | Rezultate | Rezultate | Rezultate | Rezultate | Rezultate  |
| Echipa    | Început      | Sfârșit | MJ        | V         | E         | Î         | Victorii % |
| --------- | ------------ | ------- | --------- | --------- | --------- | --------- | ---------- |
| Argentina | 30 July 2011 | prezent | 40        | 26        | 10        | 4         | 65         |
| Total     | Total        | Total   | 40        | 26        | 10        | 4         | 65         |

La 10 iulie 2014.